# الطواف النسائي للاتحاد الدولي لكرة المضرب – 2010 (يناير–مارس)
الطواف النسائي للاتحاد الدولي لكرة المضرب هي نسخة عام 2010 من الجولة الثانية في لعبة كرة المضرب للمحترفات. تنظمها الاتحاد الدولي لكرة المضرب وهي درجة أقل من جولة رابطة محترفات التنس. يتضمن الطواف العالمي لكرة المضرب النسائية برعاية الاتحاد الدولي لكرة المضرب بطولات بجوائز مالية تتراوح من $15،000 إلى $100،000.

## المواسم
| مواسم الطواف العالمي لكرة المضرب النسائية برعاية الاتحاد الدولي لكرة المضرب | مواسم الطواف العالمي لكرة المضرب النسائية برعاية الاتحاد الدولي لكرة المضرب | مواسم الطواف العالمي لكرة المضرب النسائية برعاية الاتحاد الدولي لكرة المضرب | مواسم الطواف العالمي لكرة المضرب النسائية برعاية الاتحاد الدولي لكرة المضرب | مواسم الطواف العالمي لكرة المضرب النسائية برعاية الاتحاد الدولي لكرة المضرب | مواسم الطواف العالمي لكرة المضرب النسائية برعاية الاتحاد الدولي لكرة المضرب | مواسم الطواف العالمي لكرة المضرب النسائية برعاية الاتحاد الدولي لكرة المضرب | مواسم الطواف العالمي لكرة المضرب النسائية برعاية الاتحاد الدولي لكرة المضرب | مواسم الطواف العالمي لكرة المضرب النسائية برعاية الاتحاد الدولي لكرة المضرب | مواسم الطواف العالمي لكرة المضرب النسائية برعاية الاتحاد الدولي لكرة المضرب |
| تسعينيات القرن العشرين                                                      | تسعينيات القرن العشرين                                                      | تسعينيات القرن العشرين                                                      | تسعينيات القرن العشرين                                                      | تسعينيات القرن العشرين                                                      | تسعينيات القرن العشرين                                                      | تسعينيات القرن العشرين                                                      | تسعينيات القرن العشرين                                                      | تسعينيات القرن العشرين                                                      | تسعينيات القرن العشرين                                                      |
| --------------------------------------------------------------------------- | --------------------------------------------------------------------------- | --------------------------------------------------------------------------- | --------------------------------------------------------------------------- | --------------------------------------------------------------------------- | --------------------------------------------------------------------------- | --------------------------------------------------------------------------- | --------------------------------------------------------------------------- | --------------------------------------------------------------------------- | --------------------------------------------------------------------------- |
| 1994                                                                        | 1995                                                                        | 1995                                                                        | 1996                                                                        | 1997                                                                        | 1998                                                                        | 1999                                                                        |                                                                             |                                                                             |                                                                             |
| العقد الأول من القرن 21                                                     |                                                                             |                                                                             |                                                                             |                                                                             |                                                                             |                                                                             |                                                                             |                                                                             |                                                                             |
| 2000                                                                        | 2001                                                                        | 2002                                                                        | 2003                                                                        | 2004                                                                        | 2005                                                                        | 2006                                                                        | 2007                                                                        | 2008 الربع الأول · الربع الثاني · الربع الثالث                              | 2009                                                                        |
| العقد الثاني من القرن 21                                                    |                                                                             |                                                                             |                                                                             |                                                                             |                                                                             |                                                                             |                                                                             |                                                                             |                                                                             |
| 2010 الربع الأول · الربع الثاني · الربع الثالث · الربع الرابع               | 2011 الربع الأول · الربع الثاني · الربع الثالث · الربع الرابع               | 2012 الربع الأول · الربع الثاني · الربع الثالث · الربع الرابع               | 2013 الربع الأول · الربع الثاني · الربع الثالث · الربع الرابع               | 2014 الربع الأول · الربع الثاني · الربع الثالث · الربع الرابع               | 2015 الربع الأول · الربع الثاني · الربع الثالث · الربع الرابع               | 2016 الربع الأول · الربع الثاني · الربع الثالث · الربع الرابع               | 2017 الربع الأول · الربع الثاني · الربع الثالث · الربع الرابع               | 2018 الربع الأول · الربع الثاني · الربع الثالث · الربع الرابع               | 2019 الربع الأول · الربع الثاني · الربع الثالث · الربع الرابع               |
| العقد الثالث من القرن 21                                                    |                                                                             |                                                                             |                                                                             |                                                                             |                                                                             |                                                                             |                                                                             |                                                                             |                                                                             |
| 2020 الربع الأول · الربع الثاني · الربع الثالث · الربع الرابع               | 2021 الربع الأول · الربع الثاني · الربع الثالث · الربع الرابع               | 2022 الربع الأول · الربع الثاني · الربع الثالث · الربع الرابع               | 2023 الربع الأول · الربع الثاني · الربع الثالث · الربع الرابع               | 2024 الربع الأول · الربع الثاني · الربع الثالث · الربع الرابع               | 2025 الربع الأول · الربع الثاني · الربع الثالث · الربع الرابع               |                                                                             |                                                                             |                                                                             |                                                                             |

## المفتاح
| الفئات      | القيمة المالية |
| بطولات W100 | $100,000       |
| بطولات W75  | $75,000        |
| بطولات W50  | $50,000        |
| بطولات W25  | $25,000        |
| بطولات W10  | $10,000        |

## يناير
| الأسبوع  | البطولة                                                                                            | الفائزات                                          | الوصيفات                              | المتأهلات لنصف النهائي                 | المتأهلات لربع النهائي                                          |
| -------- | -------------------------------------------------------------------------------------------------- | ------------------------------------------------- | ------------------------------------- | -------------------------------------- | --------------------------------------------------------------- |
| 4 يناير  | بلو سوم كاب تشوانتشو، الصين ملعب صلب 50،000 دولار Singles draw – Doubles draw                      | ألكسندرا كرونتش 6–3، 7–5                          | تشو يمياو                             | بويانا يوفانوفسكي يوليا بيجيلزيمير     | آنا جيراسيمو لو جينغجينغ شو يفيان Yan Zi                        |
| 4 يناير  | بلو سوم كاب تشوانتشو، الصين ملعب صلب 50،000 دولار Singles draw – Doubles draw                      | ليو زانتيج تشو يمياو 6–1، 6–2                     | يوليا بيجيلزيمير Yan Zi               | بويانا يوفانوفسكي يوليا بيجيلزيمير     | آنا جيراسيمو لو جينغجينغ شو يفيان Yan Zi                        |
| 4 يناير  | Saint-Martin ملعب صلب 10،000 دولار Singles draw – Doubles draw                                     | ناتالي بيكيون 7–6(7–4)، 6–1                       | أليز ليم                              | مارتينا فرانوفا كريستين كاندلر         | لو بروولو آن-فاليري إيفين لورانس كومب أوسياني آدم               |
| 4 يناير  | Saint-Martin ملعب صلب 10،000 دولار Singles draw – Doubles draw                                     | براندي مينا ناتالي بيكيون 4–6، 6–1، [10–5]        | آن-فاليري إيفين بيانكا نوكيلا         | مارتينا فرانوفا كريستين كاندلر         | لو بروولو آن-فاليري إيفين لورانس كومب أوسياني آدم               |
| 11 يناير | إييجون جي بي برو سيريز غلاسكو غلاسكو، بريطانيا العظمى ملعب صلب $10،000 Singles draw – Doubles draw | سارة غرونرت 2–6، 6–2، 6–1                         | يوليا بابيلون                         | آنا سميث ليزلي كيرخوف                  | نيكوليت فان أوترت ليانا أنجور مارجيت رتل نيكولا جوير            |
| 11 يناير | إييجون جي بي برو سيريز غلاسكو غلاسكو، بريطانيا العظمى ملعب صلب $10،000 Singles draw – Doubles draw | فيكتوريا لارير آنا سميث 6–4، 6–4                  | نيكول كليريكو ليانا أنجور             | آنا سميث ليزلي كيرخوف                  | نيكوليت فان أوترت ليانا أنجور مارجيت رتل نيكولا جوير            |
| 11 يناير | لو غوسييه، غوادلوب ملعب صلب $10،000 Singles draw – Doubles draw                                    | أليز ليم 6–1، 6–2                                 | ناتالي بيكيون                         | آن فاليري إيفين بيانكا نوسيلا          | إيفانا كينج كايلا ريزلولو براندي مينا لو بروليو                 |
| 11 يناير | لو غوسييه، غوادلوب ملعب صلب $10،000 Singles draw – Doubles draw                                    | مالو إجديسجارد أليز ليم 6–1، 5–7، [10–3]          | كايلا ريزلولو كايتي روكيرت            | آن فاليري إيفين بيانكا نوسيلا          | إيفانا كينج كايلا ريزلولو براندي مينا لو بروليو                 |
| 11 يناير | بينغقو، الصين ملعب صلب $25،000 Singles draw – Doubles draw                                         | تشو يمياو 6–3، 6–0                                | آنا جيراسيمو                          | جي تشونمي يوليا بيجيلزيمير             | تشانغ لينغ تشيكي أوكاداوي هام مي راي نيجينا أبدوريموفا          |
| 11 يناير | بينغقو، الصين ملعب صلب $25،000 Singles draw – Doubles draw                                         | تشان تشين وي شو يفيان 6–3، 6–1                    | جي تشونمي ليو زانتيج                  | جي تشونمي يوليا بيجيلزيمير             | تشانغ لينغ تشيكي أوكاداوي هام مي راي نيجينا أبدوريموفا          |
| 11 يناير | بلانتيشن، الولايات المتحدة ملعب ترابي $25،000 Singles draw – Doubles draw                          | أجلا توملجانوفيتش 6–3، 6–3                        | جوانا لارسون (تنس)                    | ماريت أني ماريانا دوكي مارينيو         | كريستينا مكهيل أوليفيا سانشيز كارولينا كوسينسكا أشا رول         |
| 11 يناير | بلانتيشن، الولايات المتحدة ملعب ترابي $25،000 Singles draw – Doubles draw                          | أوريلي فيدي ماشونا واشنتون 6–0، 6–2               | جورجيلينا كرافيرو ماريا إيروغيين      | ماريت أني ماريانا دوكي مارينيو         | كريستينا مكهيل أوليفيا سانشيز كارولينا كوسينسكا أشا رول         |
| 18 يناير | ريكسهام، بريطانيا العظمى ملعب صلب $10،000 Singles draw – Doubles draw                              | منى بارثل 6–1، 6–1                                | آن كريمر                              | يوليا بابيلون مارجيت رتل               | مالوري سيسيل أودري برغوت آنا سميث ليسلي كيركوف                  |
| 18 يناير | ريكسهام، بريطانيا العظمى ملعب صلب $10،000 Singles draw – Doubles draw                              | مالوري سيسيل ميغان مولتون ليفي 4–6، 6–0 [11–9]    | إيفيتا جيرلوفا لوسيا كريجسمانوفا      | يوليا بابيلون مارجيت رتل               | مالوري سيسيل أودري برغوت آنا سميث ليسلي كيركوف                  |
| 18 يناير | لوتز، الولايات المتحدة ملعب ترابي $25،000 Singles draw – Doubles draw                              | ماندي مينلا 6–2، 4–6، 6–2                         | جيمي هامبتون                          | ماريانا دوكي مارينيو فلورنسيا مولينيرو | جوليا كوهين جوانا لارسون (تنس) كريستينا مكهيل أجلا توملجانوفيتش |
| 18 يناير | لوتز، الولايات المتحدة ملعب ترابي $25،000 Singles draw – Doubles draw                              | أوريلي فيدي ماشونا واشنتون 6–3، 6–3               | ماريا فرناندا ألفيس فلورنسيا مولينيرو | ماريانا دوكي مارينيو فلورنسيا مولينيرو | جوليا كوهين جوانا لارسون (تنس) كريستينا مكهيل أجلا توملجانوفيتش |
| 25 يناير | غرونوبل، فرنسا ملعب صلب $10،000 Singles draw – Doubles draw                                        | أناييس لاوريندون 6–3، 6–2                         | فيكتوريا لارير                        | ماتيلد يوهانسون ستيفاني فوجت           | Karla Mraz ميغان مولتون ليفي آنا فرلجيتش Oksana Lyubtsova       |
| 25 يناير | غرونوبل، فرنسا ملعب صلب $10،000 Singles draw – Doubles draw                                        | فيكتوريا لارير إيرينا رامياليسون 6–3، 6–4، [11–9] | مالوري سيسيل ميغان مولتون ليفي        | ماتيلد يوهانسون ستيفاني فوجت           | Karla Mraz ميغان مولتون ليفي آنا فرلجيتش Oksana Lyubtsova       |
| 25 يناير | كارست (مدينة)، ألمانيا Carpet $10،000 Singles draw – Doubles draw                                  | آنيكا بيك 6–2، 7–5                                | أودري برغوت                           | يوليا بابيلون Sarah Gronert            | لورا بوس تيو آنا كورزينياك نيكولا جوير تيريزا هلاديكوفا         |
| 25 يناير | كارست (مدينة)، ألمانيا Carpet $10،000 Singles draw – Doubles draw                                  | نيكولا جوير Lena-Marie Hofmann 6–4، 6–4           | كيم جراجديك Syna Kayser               | يوليا بابيلون Sarah Gronert            | لورا بوس تيو آنا كورزينياك نيكولا جوير تيريزا هلاديكوفا         |

## فبراير
| الأسبوع   | البطولة                                                                                        | الفائزات                                                 | الوصيفات                            | المتأهلات لنصف النهائي                          | المتأهلات لربع النهائي                                                  |
| --------- | ---------------------------------------------------------------------------------------------- | -------------------------------------------------------- | ----------------------------------- | ----------------------------------------------- | ----------------------------------------------------------------------- |
| 1 فبراير  | مايوركا، إسبانيا ملعب ترابي $10،000 Singles draw – Doubles draw                                | فيكتوريا كامينسكايا 7–6(7–4)، 3–6، 6–2                   | غاربيني موغوروزا                    | إينيس فيرير سواريز آنه شيفر                     | مارتينا جليداتشيفا باولا تشيغوي بينديتا دافاتاو سكارليت ويرنر           |
| 1 فبراير  | مايوركا، إسبانيا ملعب ترابي $10،000 Singles draw – Doubles draw                                | فيكتوريا كامينسكايا داريا كوتشمينا 7–5، 6–4 [10–5]       | فاطمة العلمي نادية لالامي           | إينيس فيرير سواريز آنه شيفر                     | مارتينا جليداتشيفا باولا تشيغوي بينديتا دافاتاو سكارليت ويرنر           |
| 1 فبراير  | بلفور، فرنسا Carpet $25،000 Singles draw – Doubles draw                                        | يلينا بوفينا 7–6(7–3)، 5–7، 6–4                          | رومينا أوبراندي                     | كلوديا جيوفين إستل جويزارد                      | كلير فويرشتاين ييرا كامبوس مولينا أني ميجاتشيكا نيكولا هوفمانوفا        |
| 1 فبراير  | بلفور، فرنسا Carpet $25،000 Singles draw – Doubles draw                                        | يلينا بوفينا إيرينا بافلوفيتش 6–2، 2–6، [10–6]           | نيكولا هوفمانوفا كارينا بيمكينا     | كلوديا جيوفين إستل جويزارد                      | كلير فويرشتاين ييرا كامبوس مولينا أني ميجاتشيكا نيكولا هوفمانوفا        |
| 1 فبراير  | ماكدونالدز برني الدولية برني، أستراليا ملعب صلب $25،000 Singles draw – Doubles draw            | أرينا روديونوفا 6–1، 6–0                                 | جارميلا جروث                        | تشياكي أوكادا جيسيكا مور                        | أليسون باي هوانغ إيه-هسوان تشالا بويوكاكاتشاي يان زي                    |
| 1 فبراير  | ماكدونالدز برني الدولية برني، أستراليا ملعب صلب $25،000 Singles draw – Doubles draw            | جيسيكا مور أرينا روديونوفا 6–2، 6–4                      | تيميا بابوش آنا أرينا مارينكو       | تشياكي أوكادا جيسيكا مور                        | أليسون باي هوانغ إيه-هسوان تشالا بويوكاكاتشاي يان زي                    |
| 1 فبراير  | رانتشو ميراج، الولايات المتحدة ملعب صلب $25،000 Singles draw – Doubles draw                    | أوليفيا سانشيز 7–5، 6–0                                  | تادجا ماجريتش                       | ليليا أوسترلوه أليسون ريسك                      | كيمبرلي كوتس ماديسون برينجل لي يي را أنجيلا هاينس                       |
| 1 فبراير  | رانتشو ميراج، الولايات المتحدة ملعب صلب $25،000 Singles draw – Doubles draw                    | مونيك أدامكزاك أبيغيل سبيرز 6–3، 6–4                     | ليودميلا كيتشينوك ناديا كيتشينوك    | ليليا أوسترلوه أليسون ريسك                      | كيمبرلي كوتس ماديسون برينجل لي يي را أنجيلا هاينس                       |
| 1 فبراير  | ساتون، بريطانيا العظمى ملعب صلب $25،000 Singles draw – Doubles draw                            | أندريا هلواكوفا 6–1، 4–6، 6–4                            | مالوري سيسيل                        | لينا ستانشيوتي آنا سميث                         | آن كريمر نايومي كافاداي هيذر واتسون منى بارثل                           |
| 1 فبراير  | ساتون، بريطانيا العظمى ملعب صلب $25،000 Singles draw – Doubles draw                            | إيريني جيورجاتو فاليريا سافينيخ 7–5، 2–6، [10–8]         | نايومي كافاداي هيذر واتسون          | لينا ستانشيوتي آنا سميث                         | آن كريمر نايومي كافاداي هيذر واتسون منى بارثل                           |
| 8 فبراير  | إيلات، إسرائيل ملعب صلب $10،000 Singles draw – Doubles draw                                    | يانينا تولين 6–1، 6–2                                    | يانا كابلوفا                        | إليكسان ليشيميا يانينا داريشينا                 | كيرين شلومو آنا زيا زوزانا لوكناروفا نيكول كليريكو                      |
| 8 فبراير  | إيلات، إسرائيل ملعب صلب $10،000 Singles draw – Doubles draw                                    | مارتينا كاتشيوتي نيكول كليريكو 6–1، 6–3                  | ريناتا باكيفا يانينا داريشينا       | إليكسان ليشيميا يانينا داريشينا                 | كيرين شلومو آنا زيا زوزانا لوكناروفا نيكول كليريكو                      |
| 8 فبراير  | مايوركا، إسبانيا ملعب ترابي $10،000 بيانات فردية – بيانات الزوجي                               | غاربيني موغوروزا 3–6، 6–2، 6–0                           | كاتارزينا كاوا                      | إليويسا كومبوستيزو دي أندريس إينيس فيرير سواريز | سيندي تشالا أوغوستا تسيبيشيفا إيكاترين جورجودزي لينا-ماري هوفمان        |
| 8 فبراير  | مايوركا، إسبانيا ملعب ترابي $10،000 بيانات فردية – بيانات الزوجي                               | صوفيا كفاتسابايا أوغوستا تسيبيشيفا 7–6(8–6) 6–4          | بينديتا دافاتو إينيس فيرير سواريز   | إليويسا كومبوستيزو دي أندريس إينيس فيرير سواريز | سيندي تشالا أوغوستا تسيبيشيفا إيكاترين جورجودزي لينا-ماري هوفمان        |
| 8 فبراير  | فالي دو لوبو، البرتغال ملعب صلب $10،000 بيانات فردية – بيانات الزوجي                           | جوليا ماير 6–1، 6–1                                      | ماريا جواو كوهلر                    | نيكوليت فان أوتيرت مارتينا دي جوزيبي            | ليزلي كيركوف بيمرا أوزجن إليتسا كوستوفا إيفلين ماير                     |
| 8 فبراير  | فالي دو لوبو، البرتغال ملعب صلب $10،000 بيانات فردية – بيانات الزوجي                           | إيفلين ماير جوليا ماير 6–2، 6–1                          | ساندرا مارتينوفيتش ليزا سابينو      | نيكوليت فان أوتيرت مارتينا دي جوزيبي            | ليزلي كيركوف بيمرا أوزجن إليتسا كوستوفا إيفلين ماير                     |
| 8 فبراير  | داو كورنينغ تنس كلاسيك ميدلاند، الولايات المتحدة ملعب صلب $100،000 Singles draw – Doubles draw | إيلينا بالتاتشا 5–7، 6–2، 6–3                            | لوسي هراديكا                        | لورا غرانفيل مارتا دوماتشوسكا                   | صوفيا أرفيدسون أرانتشا روس ريبيكا مارينو آن كيوثافونج                   |
| 8 فبراير  | داو كورنينغ تنس كلاسيك ميدلاند، الولايات المتحدة ملعب صلب $100،000 Singles draw – Doubles draw | لورا غرانفيل لوسي هراديكا 7–6(7–2)، 3–6، [12–10]         | ليليا أوسترلوه آنا تاتيشفيلي        | لورا غرانفيل مارتا دوماتشوسكا                   | صوفيا أرفيدسون أرانتشا روس ريبيكا مارينو آن كيوثافونج                   |
| 8 فبراير  | لاغونا نيغويل، الولايات المتحدة ملعب صلب $25،000 Singles draw – Doubles draw                   | أوليفيا سانشيز 6–3، 6–4                                  | ماندي مينلا                         | ريكا فوجيوارا جورجي ستوب                        | أبيغيل سبيرز جوانا كونتا إلينا كوليكوفا فلورنسيا مولينيرو               |
| 8 فبراير  | لاغونا نيغويل، الولايات المتحدة ملعب صلب $25،000 Singles draw – Doubles draw                   | أناستازيا بيفوفاروفا لورا سيجموند 2–6، 3–6               | أماندا فينك إليزابيث لومبكين        | ريكا فوجيوارا جورجي ستوب                        | أبيغيل سبيرز جوانا كونتا إلينا كوليكوفا فلورنسيا مولينيرو               |
| 8 فبراير  | ستوكهولم، السويد ملعب صلب $25،000 Singles draw – Doubles draw                                  | أوكسانا ليوبتسوفا 4–6، 5–7                               | لسيا تسورينكو                       | كارمن كلاشكا سارة جرونرت                        | ستيفاني فونجساوثي ماريت أني إيرينا بورياتشوك أنيكو كابروس               |
| 8 فبراير  | ستوكهولم، السويد ملعب صلب $25،000 Singles draw – Doubles draw                                  | كسينيا ميليفسكايا لسيا تسورينكو 4–6، 5–7                 | نيكولا هوفمانوفا إيفون مايسبرجر     | كارمن كلاشكا سارة جرونرت                        | ستيفاني فونجساوثي ماريت أني إيرينا بورياتشوك أنيكو كابروس               |
| 8 فبراير  | Copa Bionaire كالي (مدينة)، كولومبيا ملعب ترابي $75،000 Singles draw – Doubles draw            | بولونا هيركوج 4–6، 7–5، 2–6                              | ماريانا دوكي مارينيو                | كلارا زاكوپالوفا روزانا دي لوس ريوس             | كاتالينا كاستانيو پاتريسيا ماير أرانتشا بارا سانتونجا ماشا زيك بشكيريتش |
| 8 فبراير  | Copa Bionaire كالي (مدينة)، كولومبيا ملعب ترابي $75،000 Singles draw – Doubles draw            | إدينا جالوفيتز بولونا هيركوج 3–6، 6–3، [10–8]            | إستريلا كابيزا كانديلا لورا بوس تيو | كلارا زاكوپالوفا روزانا دي لوس ريوس             | كاتالينا كاستانيو پاتريسيا ماير أرانتشا بارا سانتونجا ماشا زيك بشكيريتش |
| 15 فبراير | ألبوفيرا، البرتغال ملعب صلب $10،000 Singles draw – Doubles draw                                | إيفلين ماير 6–4، 6–4                                     | إليتسا كوستوفا                      | كلوديا جيوفين بيمرا أوزجن                       | مارينا زانيفسكا كونستانس سيبيل سوفيا سوزاني جوليا ماير                  |
| 15 فبراير | ميلدورا، أستراليا عشبي $25،000 Singles draw – Doubles draw                                     | كاسي ديلاكوا 7–5، 6–0                                    | سالي بيرز                           | كريستينا بليسكوفا تيفاني ويلفورد                | جارميلا جروث أليسون باي أكيكو يونيمورا ساكيكو شيميزو                    |
| 15 فبراير | ميلدورا، أستراليا عشبي $25،000 Singles draw – Doubles draw                                     | كاسي ديلاكوا جيسيكا مور 6–2، 7–6(7–3)                    | جارميلا جروث جيد هوبر               | كريستينا بليسكوفا تيفاني ويلفورد                | جارميلا جروث أليسون باي أكيكو يونيمورا ساكيكو شيميزو                    |
| 15 فبراير | سوربرايز، الولايات المتحدة ملعب صلب $25،000 Singles draw – Doubles draw                        | أبيغيل سبيرز 6–1، 6–2                                    | كرامي نارا                          | فارفارا ليبتشينكو كريستينا مكهيل                | أولغا بوتشكوفا جوليا بوسوروب أناستازيا بيفوفاروفا مونيك أدامكزاك        |
| 15 فبراير | سوربرايز، الولايات المتحدة ملعب صلب $25،000 Singles draw – Doubles draw                        | جي تشونمي شو يفيان 5–7، 6–2، [10–5]                      | كريستينا فوسانو كورتني ناغل         | فارفارا ليبتشينكو كريستينا مكهيل                | أولغا بوتشكوفا جوليا بوسوروب أناستازيا بيفوفاروفا مونيك أدامكزاك        |
| 22 فبراير | مدريد، إسبانيا ملعب ترابي $10،000 Singles draw – Doubles draw                                  | ماريا تيريزا تورو فلور 7–5، 3–6، 6–4                     | جوليا جاتو مونتيكوني                | نانولي بيبيا جويا باربييري                      | تينا شيتشتل نادية لالامي أفجوستا تسيبيشيفا لارا أروابارينا-فيثينو       |
| 22 فبراير | مدريد، إسبانيا ملعب ترابي $10،000 Singles draw – Doubles draw                                  | جوليا جاتو مونتيكوني فيديريكا كويرشيا 5–7، 6–4، [10–6]   | بينديتا دافاتو إينيس فيرير سواريز   | نانولي بيبيا جويا باربييري                      | تينا شيتشتل نادية لالامي أفجوستا تسيبيشيفا لارا أروابارينا-فيثينو       |
| 22 فبراير | برتماو، البرتغال ملعب صلب $10،000 Singles draw – Doubles draw                                  | كلوديا جيوفين 3–6، 6–2، 7–6(7–1)،                        | كيكي بيرتينس                        | كونستانس سيبيل لوسيا سرفيرا فاسكيز              | شانيل سيموندز إليكسان ليشيميا ساندرا سولر-سولا إيرينا رامياليسون        |
| 22 فبراير | برتماو، البرتغال ملعب صلب $10،000 Singles draw – Doubles draw                                  | جوستينا ججيولكا باربارا سوباشكيفيتش 3–6، 7–6(8–6) [10–5] | غالي دي وايل أنيت شوتينج            | كونستانس سيبيل لوسيا سرفيرا فاسكيز              | شانيل سيموندز إليكسان ليشيميا ساندرا سولر-سولا إيرينا رامياليسون        |
| 22 فبراير | Biberach Open بيبراخ، ألمانيا ملعب صلب $50،000+H Singles draw – Doubles draw                   | جوانا لارسون (تنس) 4–6، 6–2، 6–2                         | رومينا أوبراندي                     | فيكتوريا كوتوزوفا سيمونا هاليب                  | كريستينا بارويس فيسنا ماناسيفا كارمن كلاشكا إيفون ميوسبرجر              |
| 22 فبراير | Biberach Open بيبراخ، ألمانيا ملعب صلب $50،000+H Singles draw – Doubles draw                   | ستيفاني كوهين ألورو سليمة صفر 5–7، 6–1، [10–5]           | منى بارثل كارمن كلاشكا              | فيكتوريا كوتوزوفا سيمونا هاليب                  | كريستينا بارويس فيسنا ماناسيفا كارمن كلاشكا إيفون ميوسبرجر              |

## مارس
| الأسبوع | البطولة | الفائزات                                               | الوصيفات                                   | المتأهلات لنصف النهائي                 | المتأهلات لربع النهائي                                                    |
| ------- | --- | ------------------------------------------------------ | ------------------------------------------ | -------------------------------------- | ------------------------------------------------------------------------- |
| 1 مارس  | سيدني، أستراليا ملعب صلب $25،000 Singles draw – Doubles draw                                                         | جارميلا جروث 6–3، 6–3                                  | يوريكا سما                                 | ريوكو فودا شانون جولدز                 | إريكا سما فيكتوريا راجيسيك ماريا ميركوفيتش صوفي فيرغسون                   |
| 1 مارس  | سيدني، أستراليا ملعب صلب $25،000 Singles draw – Doubles draw                                                         | كاسي ديلاكوا جيسيكا مور Walkover                       | صوفي فيرغسون ترودي موسغريف                 | ريوكو فودا شانون جولدز                 | إريكا سما فيكتوريا راجيسيك ماريا ميركوفيتش صوفي فيرغسون                   |
| 1 مارس  | ليون، فرنسا ملعب صلب $10،000 Singles draw – Doubles draw                                                             | آنا ريموندينا 6–1، 7–6(7–0)                            | آنا كورزينياك                              | ستيفاني فونجساوثي جانا بيفين           | ستيفاني فوجت ليو شاو زهو مورغان بونز إلين باري                            |
| 1 مارس  | ليون، فرنسا ملعب صلب $10،000 Singles draw – Doubles draw                                                             | أولغا بروزدا ماجدالينا كيشزينسكا 5–7، 6–4، [10–6]      | إيلينا بوغدان ستيفاني فونجساوثي            | ستيفاني فونجساوثي جانا بيفين           | ستيفاني فوجت ليو شاو زهو مورغان بونز إلين باري                            |
| 1 مارس  | مينسك، بيلاروس ملعب صلب $25،000 سحب الفردي – سحب الزوجي                                                              | آنا لابوشتشينكوفا 6–1، 3–6، 7–6(7–2)                   | لسيا تسورينكو                              | يلينا بوفينا إيرينا بافلوفيتش          | إستيل جيسارد أناييس لاوريندون أوكسانا كالاشنيكوفا رومينا أوبراندي         |
| 1 مارس  | مينسك، بيلاروس ملعب صلب $25،000 سحب الفردي – سحب الزوجي                                                              | يلينا بوفينا إيرينا بافلوفيتش 6–0، 6–1                 | ماريت أني فيتاليا دياتشينكو                | يلينا بوفينا إيرينا بافلوفيتش          | إستيل جيسارد أناييس لاوريندون أوكسانا كالاشنيكوفا رومينا أوبراندي         |
| 1 مارس  | مدريد، إسبانيا ملعب ترابي $10،000 سحب الفردي – سحب الزوجي                                                            | إليسا بالسامو 6–1، 6–4                                 | ألكسندرا كادانتو                           | تينا شيتشتل ليتيسيا كوستاس مورييرا     | أماندا كاريراس فالنتينا سولبيزيو أناستازيا جريمالسكا جوليا جاتو مونتيكوني |
| 1 مارس  | مدريد، إسبانيا ملعب ترابي $10،000 سحب الفردي – سحب الزوجي                                                            | إليسا بالسامو فالنتينا سولبيزيو 6–3، 7–6(7–3)          | نيدا كوزيتش مارينا شامايكو                 | تينا شيتشتل ليتيسيا كوستاس مورييرا     | أماندا كاريراس فالنتينا سولبيزيو أناستازيا جريمالسكا جوليا جاتو مونتيكوني |
| 1 مارس  | أنطاليا، تركيا ملعب ترابي $10،000 سحب الفردي – سحب الزوجي                                                            | إيفلين ماير 6–4، 6–2                                   | جوليا ماير                                 | ليانا أنجور كاتارينا كاشليكوفا         | ساندرا زانيوسكا بيانكا هينكو سيمونا ماتي ديا إفتيموفا                     |
| 1 مارس  | أنطاليا، تركيا ملعب ترابي $10،000 سحب الفردي – سحب الزوجي                                                            | ميكايلا بوشابوفا رومانا تاباكوفا 6–1، 6–1              | ديانا ماركو سيمونا ماتي                    | ليانا أنجور كاتارينا كاشليكوفا         | ساندرا زانيوسكا بيانكا هينكو سيمونا ماتي ديا إفتيموفا                     |
| 1 مارس  | هاموند، الولايات المتحدة ملعب صلب $25،000 سحب الفردي – سحب الزوجي                                                    | شواي تشانغ 6–2، 6–1                                    | جيمي هامبتون                               | شو يفيان كرامي نارا                    | ستيفاني فريتز هيذر واتسون نايومي برودي تشو يمياو                          |
| 1 مارس  | هاموند، الولايات المتحدة ملعب صلب $25،000 سحب الفردي – سحب الزوجي                                                    | شو يفيان تشو يمياو 6–2، 6–2                            | كريستينا فوسانو كورتني ناغل                | شو يفيان كرامي نارا                    | ستيفاني فريتز هيذر واتسون نايومي برودي تشو يمياو                          |
| 8 مارس  | كليرواتر، الولايات المتحدة ملعب صلب $25،000 Singles draw – Doubles draw                                              | جوانا لارسون (تنس) 7–6(7–4)، 6–0                       | شواي تشانغ                                 | لو جينغجينغ جورجي ستوب                 | تشو يمياو إستريلا كابيزا كانديلا هان زينيون صوفي فيرغسون                  |
| 8 مارس  | كليرواتر، الولايات المتحدة ملعب صلب $25،000 Singles draw – Doubles draw                                              | شو يفيان تشو يمياو 6–4، 6–4                            | إلينا جيدكوفا لورا سيجموند                 | لو جينغجينغ جورجي ستوب                 | تشو يمياو إستريلا كابيزا كانديلا هان زينيون صوفي فيرغسون                  |
| 8 مارس  | بوخن، ألمانيا Carpet $10،000 Singles draw – Doubles draw                                                             | رومينا أوبراندي 6–1، 6–3                               | إيرينا بورياتشوك                           | إيفا بيرنروفا زينيا كنول               | كاتارزينا بيتر آنيكا بيك ييرا كامبوس مولينا ستيفاني فاغنر                 |
| 8 مارس  | بوخن، ألمانيا Carpet $10،000 Singles draw – Doubles draw                                                             | إيرينا بورياتشوك أمرا ساديكوفيتش 7–5، 6–3              | سيمونا دوبرا تيريزا هلاديكوفا              | إيفا بيرنروفا زينيا كنول               | كاتارزينا بيتر آنيكا بيك ييرا كامبوس مولينا ستيفاني فاغنر                 |
| 8 مارس  | ديجون، فرنسا ملعب صلب $10،000 سحب الفردي – سحب الزوجي                                                                | جاننا بيفين 6–4، 7–5                                   | أنيس لورندون                               | آنا سميث ستيفاني فونجساوثي             | إيرينا كورينوفيتش نيكول رينير كلودين شاول كسينيا كيريلوفا                 |
| 8 مارس  | ديجون، فرنسا ملعب صلب $10،000 سحب الفردي – سحب الزوجي                                                                | إستيل جويزارد أنيس لورندون 7–5، 7–5                    | أولغا بروزدا ماجدالينا كيشزينسكا           | آنا سميث ستيفاني فونجساوثي             | إيرينا كورينوفيتش نيكول رينير كلودين شاول كسينيا كيريلوفا                 |
| 8 مارس  | ميتبيك، المكسيك ملعب صلب $10،000 سحب الفردي – سحب الزوجي                                                             | ماكال هاركينز 6–1، 6–3                                 | ماريا فرناندا ألفيس                        | أرانزا سالو لورا ثورب                  | ماريا فيرناندو ألفاريز آنا كلارا دوارتي فيفيان سغنيني كيتي روكيرت         |
| 8 مارس  | ميتبيك، المكسيك ملعب صلب $10،000 سحب الفردي – سحب الزوجي                                                             | أماندا فينك إليزابيث لومبكن 6–3، 5–7، [10–8]           | ماريا فرناندا ألفيس دانييلا مونيوز جاليجوس | أرانزا سالو لورا ثورب                  | ماريا فيرناندو ألفاريز آنا كلارا دوارتي فيفيان سغنيني كيتي روكيرت         |
| 8 مارس  | أنطاليا، تركيا ملعب ترابي $10،000 Singles draw – Doubles draw                                                        | ميكايلا بوشابوفا 6–1، 7–5                              | إيفلين ماير                                | كسينيا ألكان نانولي بيبيا              | بيمرا أوزجن جوليا ماير فينيسا فورلانيتو ديا إفتيموفا                      |
| 8 مارس  | أنطاليا، تركيا ملعب ترابي $10،000 Singles draw – Doubles draw                                                        | ديانا بوزيان كريستينا ميتو 6–7(3–7)، 6–1، [11–9]       | إيفلين ماير جوليا ماير                     | كسينيا ألكان نانولي بيبيا              | بيمرا أوزجن جوليا ماير فينيسا فورلانيتو ديا إفتيموفا                      |
| 15 مارس | فورت والتون بيتش، الولايات المتحدة ملعب صلب $25،000 Singles draw – Doubles draw                                      | شانل سكيبرز 7–5، 7–5                                   | صوفي فيرغسون                               | تسزفيتانا بيرونكوفا جوانا لارسون (تنس) | أناستاسيا ياكيموفا ستيفاني دوبوا أرانتشا روس هان زينيون                   |
| 15 مارس | فورت والتون بيتش، الولايات المتحدة ملعب صلب $25،000 Singles draw – Doubles draw                                      | جوانا لارسون (تنس) شانل سكيبرز 2–6، 7–5(7–4)، [10–7]   | كريستينا فوسانو كورتني ناغل                | تسزفيتانا بيرونكوفا جوانا لارسون (تنس) | أناستاسيا ياكيموفا ستيفاني دوبوا أرانتشا روس هان زينيون                   |
| 15 مارس | فيتسيكون (سويسرا)، سويسرا سجاد $10،000 قرعة الفردي – قرعة الزوجي                                                     | أمرا ساديكوفيتش 7–5، 7–5                               | نينا تساندر                                | إيرينا بورياتشوك تيريزا هلاديكوفا      | مارتينا دي جوزيبي نيكول رينير زينيا كنول آنا زيا                          |
| 15 مارس | فيتسيكون (سويسرا)، سويسرا سجاد $10،000 قرعة الفردي – قرعة الزوجي                                                     | زينيا كنول أمرا ساديكوفيتش 6–4، 7–6(7–5)               | سيمونا دوبرا تيريزا هلاديكوفا              | إيرينا بورياتشوك تيريزا هلاديكوفا      | مارتينا دي جوزيبي نيكول رينير زينيا كنول آنا زيا                          |
| 15 مارس | أميان، فرنسا ملعب ترابي $10،000 قرعة الفردي – قرعة الزوجي                                                            | كلير دي جوبيرناتيس 6–3، 6–3                            | جوليا جاتو مونتيكوني                       | لاتيسيا كوستاس موريرا يوليا بوتنتسيفا  | بيبيان ويجيرس أودري برغوت كارلا مراز سيندي شالا                           |
| 15 مارس | أميان، فرنسا ملعب ترابي $10،000 قرعة الفردي – قرعة الزوجي                                                            | إفرت ميشور جاسمينا تينجيتش 7–6(7–5)، 5–7 [10–5]        | شيرازاد بينامار أليز ليم                   | لاتيسيا كوستاس موريرا يوليا بوتنتسيفا  | بيبيان ويجيرس أودري برغوت كارلا مراز سيندي شالا                           |
| 15 مارس | سانت بطرسبرغ، روسيا ملعب صلب $10،000 Singles draw – Doubles draw                                                     | ألكسندرا بانوفا 6–1، 7–5                               | نيوزا سيلفا                                | مارينا زانيفسكا كارنيا بيمكينا         | يفجينيا باشكوفا يوليا كالبينا مارتا سيروتكينا أليونا سوتنيكوفا            |
| 15 مارس | سانت بطرسبرغ، روسيا ملعب صلب $10،000 Singles draw – Doubles draw                                                     | أليونا سوتنيكوفا مارينا زانيفسكا 7–5، 6–3              | ألكسندرا بانوفا يفجينيا باشكوفا            | مارينا زانيفسكا كارنيا بيمكينا         | يفجينيا باشكوفا يوليا كالبينا مارتا سيروتكينا أليونا سوتنيكوفا            |
| 15 مارس | بطولة إيجون جي بي برو سيريز باث باث، بريطانيا العظمى ملعب صلب $10،000 Singles draw – Doubles draw                    | كاتارزينا بيتر 6–2، 7–6(8–6)                           | لينكا جريكوفا                              | إلين باري آنا سميث                     | مارا نواك ليزلي كيركهوف مارجيت رتل ميتا ميزاك                             |
| 15 مارس | بطولة إيجون جي بي برو سيريز باث باث، بريطانيا العظمى ملعب صلب $10،000 Singles draw – Doubles draw                    | مالو إجديسجارد كاتارزينا بيتر 6–3، 6–2                 | جيد كورتيس آنا فيتزباتريك                  | إلين باري آنا سميث                     | مارا نواك ليزلي كيركهوف مارجيت رتل ميتا ميزاك                             |
| 15 مارس | إيرابواتو، المكسيك ملعب صلب $25،000 قرعة الفردي – قرعة الزوجي                                                        | مونيك أدامكزاك 7–6(7–5)، 2–6، 6–2                      | ميساكي دوي                                 | لورا بوس تيو أرانزا سالو               | كريستينا كوكوفا آنا فلوريس بيانكا بوتو أليسون ريسك                        |
| 15 مارس | إيرابواتو، المكسيك ملعب صلب $25،000 قرعة الفردي – قرعة الزوجي                                                        | ماريا إيروغيين فلورنسيا مولينيرو 6–7(3–7)، 6–2، [10–7] | لينا ليتفاك ناتاليا ريجهونكوفا             | لورا بوس تيو أرانزا سالو               | كريستينا كوكوفا آنا فلوريس بيانكا بوتو أليسون ريسك                        |
| 15 مارس | أنطاليا، تركيا ملعب ترابي $10،000 قرعة الفردي – قرعة الزوجي                                                          | جوليا ماير 6–2، 6–1                                    | ماريا تيريزا تورو فلور                     | كيكي بيرتينس أندريا كوخ بنفنوتو        | ماجدا لينيت فالنتينا إفاكنينكو أماندا كاريراس ديا إفتيموفا                |
| 15 مارس | أنطاليا، تركيا ملعب ترابي $10،000 قرعة الفردي – قرعة الزوجي                                                          | كيكي بيرتينس دانييلا هارمزن 6–2، 6–4                   | فاطمة النبهاني أندريا كوخ بنفنوتو          | كيكي بيرتينس أندريا كوخ بنفنوتو        | ماجدا لينيت فالنتينا إفاكنينكو أماندا كاريراس ديا إفتيموفا                |
| 22 مارس | نمنكان، أوزبكستان ملعب صلب $25،000 Singles draw – Doubles draw                                                       | كسينيا ألكان 3–6، 6–4، 6–4                             | جانا بيفن                                  | إيلينا بوغدان إيريني جورجاتو           | كريستينا أنطونيتشوك لينكا وينروفا فيكتوريا يمياليانافا كسينيا ليكينا      |
| 22 مارس | نمنكان، أوزبكستان ملعب صلب $25،000 Singles draw – Doubles draw                                                       | كريستينا أنطونيتشوك كسينيا ليكينا 6–3، 5–7، [10–8]     | كارولينا كوسينسكا لينكا وينروفا            | إيلينا بوغدان إيريني جورجاتو           | كريستينا أنطونيتشوك لينكا وينروفا فيكتوريا يمياليانافا كسينيا ليكينا      |
| 22 مارس | جونيس، فرنسا ملعب ترابي $10،000 Singles draw – Doubles draw                                                          | إيرينا كورينوفيتش 6–0، 6–3                             | جوليا جاتو مونتيكوني                       | كلير دي جوبيرناتيس إليتسا كوستوفا      | بيترا سيتكوفسكا أوريلي فيدي فيوليت هاك جورجينا غارسيا لوبيز               |
| 22 مارس | جونيس، فرنسا ملعب ترابي $10،000 Singles draw – Doubles draw                                                          | أودري برغوت إيرينا كورياوفيتش 6–3، 6–3                 | فيرناندا فابيا باولا كريستينا غونسالفيس    | كلير دي جوبيرناتيس إليتسا كوستوفا      | بيترا سيتكوفسكا أوريلي فيدي فيوليت هاك جورجينا غارسيا لوبيز               |
| 22 مارس | كوفو، اليابان ملعب صلب $10،000 Singles draw – Doubles draw                                                           | ساتشي إيشيزو 1–6، 6–1، 6–0                             | أكيكو يونيمورا                             | أيومي أوكا ماري تاناكا                 | كيم جي-يونغ لو جياجينغ لي يي را يو مي                                     |
| 22 مارس | كوفو، اليابان ملعب صلب $10،000 Singles draw – Doubles draw                                                           | سايكو أوكاموتو ماكي أراي 6–4، 6–4                      | شيهو هيساماتسو ماييكو إينو                 | أيومي أوكا ماري تاناكا                 | كيم جي-يونغ لو جياجينغ لي يي را يو مي                                     |
| 22 مارس | البطولة الدولية للجيرسي جيرزي، بريطانيا العظمى ملعب صلب $25،000 Singles draw – Doubles draw                          | جوانا لارسون (تنس) 6–2، 6–3                            | آنا سميث                                   | سيفرين بريمون بيلترام رومينا أوبراندي  | ريتشل هوجينكامب إيفا هردينوفا آن كريمر آنا فرلجيتش                        |
| 22 مارس | البطولة الدولية للجيرسي جيرزي، بريطانيا العظمى ملعب صلب $25،000 Singles draw – Doubles draw                          | ماريت أني آنا سميث 7–5، 6–4                            | جارميلا جروث ميلاني ساوث                   | سيفرين بريمون بيلترام رومينا أوبراندي  | ريتشل هوجينكامب إيفا هردينوفا آن كريمر آنا فرلجيتش                        |
| 22 مارس | موسكو، روسيا ملعب صلب $25،000 Singles draw – Doubles draw                                                            | آنا لابوشتشينكوفا 6–4، 6–2                             | إلينا كوليكوفا                             | ناديجدا جوسكوفا ألكسندرا بانوفا        | كسينيا بيرفاك إستل جيسارد لسيا تسورينكو فيرونيكا كابشاي                   |
| 22 مارس | موسكو، روسيا ملعب صلب $25،000 Singles draw – Doubles draw                                                            | نينا براتشيكوفا إيرينا بافلوفيتش 6–7(4–7)، 6–2، [10–3] | ليودميلا كيتشينوك ناديا كيتشينوك           | ناديجدا جوسكوفا ألكسندرا بانوفا        | كسينيا بيرفاك إستل جيسارد لسيا تسورينكو فيرونيكا كابشاي                   |
| 22 مارس | أنطاليا، تركيا ملعب ترابي $10،000 Singles draw – Doubles draw                                                        | فالنتينا إيفاخنينكو 6–3، 6–0                           | ميهايلا بوزارنيسكو                         | نادية لالامي ماجدا لينيت               | Martina Kubičíkova ديا إفتيموفا Alenka Hubacek صوفي أوين                  |
| 22 مارس | أنطاليا، تركيا ملعب ترابي $10،000 Singles draw – Doubles draw                                                        | يوليا بيجيلزيمير آنا جيراسيمو انسحاب                   | ميهايلا بوزارنيسكو Alenka Hubacek          | نادية لالامي ماجدا لينيت               | Martina Kubičíkova ديا إفتيموفا Alenka Hubacek صوفي أوين                  |
| 22 مارس | بوميتسيا، إيطاليا ملعب ترابي $10،000 قرعة الفردي – قرعة الزوجي                                                       | ماتينا كاريجارو 6–1، 6–1                               | إلويسا كومبوستيزو دي أندريس                | مارينا شامايكو إيريكا زانشيتا          | مارتينا دي جوزيبي أناستازيا جريمالسكا دليلة جاكوبوفيتش نيكولا فاجدوفا     |
| 22 مارس | بوميتسيا، إيطاليا ملعب ترابي $10،000 قرعة الفردي – قرعة الزوجي                                                       | ستيفانيا تشيبا ليانا أنجور 7–6(7–3)، 4–6، [10–7]       | أندريا-روكسانا فايدنو إيريكا زانشيتا       | مارينا شامايكو إيريكا زانشيتا          | مارتينا دي جوزيبي أناستازيا جريمالسكا دليلة جاكوبوفيتش نيكولا فاجدوفا     |
| 22 مارس | الفجيرة، الإمارات العربية المتحدة ملعب صلب $10،000 قرعة الفردي – قرعة الزوجي                                         | فاطمة النبهاني 7–6(7–1) 6–1                            | كاترينا أفديينكو                           | تامي باترسون ماغالي دي لاتر            | نيكول كليريكو صوفيا كوفاليتس بيا سومالينين مانانا شاباكيزه                |
| 22 مارس | الفجيرة، الإمارات العربية المتحدة ملعب صلب $10،000 قرعة الفردي – قرعة الزوجي                                         | فاطمة النبهاني ماغالي دي لاتر 2–6، 7–6(7–5)، [10–8]    | مارتينا كاتشيوتي نيكول كليريكو             | تامي باترسون ماغالي دي لاتر            | نيكول كليريكو صوفيا كوفاليتس بيا سومالينين مانانا شاباكيزه                |
| 22 مارس | القاهرة، مصر ملعب ترابي $10،000 Singles draw – Doubles draw                                                          | تينا شيتشتل 7–5، 7–5                                   | لوسيا سيرفيرا-فاسكيز                       | بيلار دومينغيز-لوبيز زوزانا زلوخوفا    | جيرو سكوفيلد فاليري فيرهايمي ريتا إيستيفيس دي فرييتاس علا أبو ذكري        |
| 22 مارس | القاهرة، مصر ملعب ترابي $10،000 Singles draw – Doubles draw                                                          | يانا ياندوفا دومينيكا كاناكوفا 6–2، 6–2                | إيفانا كينغ أليز ليم                       | بيلار دومينغيز-لوبيز زوزانا زلوخوفا    | جيرو سكوفيلد فاليري فيرهايمي ريتا إيستيفيس دي فرييتاس علا أبو ذكري        |
| 29 مارس | بلهام، الولايات المتحدة ملعب ترابي $25،000 Singles draw – Doubles draw                                               | إدينا غالوفيتس 6–2، 6–0                                | أجلا توملجانوفيتش                          | شانل سكيبرز ماريا إيروغيين             | كيمبرلي كوتس صوفي فيرغسون ميلاني كلافنير جوليا كوهين                      |
| 29 مارس | بلهام، الولايات المتحدة ملعب ترابي $25،000 Singles draw – Doubles draw                                               | مالوري سيسيل جيمي هامبتون 6–4، 6–3                     | تشان تشين وي نيكول كريتز                   | شانل سكيبرز ماريا إيروغيين             | كيمبرلي كوتس صوفي فيرغسون ميلاني كلافنير جوليا كوهين                      |
| 29 مارس | كأس يوغرا خانتي-مانسييسك، روسيا أرضية عشبية $50،000 جدول الفردي – جدول الزوجي                                        | آنا لابوشتشينكوفا 6–2، 6–2                             | ليودميلا كيتشينوك                          | كسينيا بيرفاك زارينا دياز              | نينا براتشيكوفا مارتا سيروتكينا تاتيانا كوتلينكوفا لسيا تسورينكو          |
| 29 مارس | كأس يوغرا خانتي-مانسييسك، روسيا أرضية عشبية $50،000 جدول الفردي – جدول الزوجي                                        | ألكسندرا بانوفا كسينيا بيرفاك 7–6(9–7)، 2–6، [10–7]    | ناديا كيتشينوك ليودميلا كيتشينوك           | كسينيا بيرفاك زارينا دياز              | نينا براتشيكوفا مارتا سيروتكينا تاتيانا كوتلينكوفا لسيا تسورينكو          |
| 29 مارس | أنطاليا، تركيا ملعب ترابي $10،000 جدول الفردي – جدول الزوجي                                                          | فالنتينا إيفاخنينكو 6–3، 7–6(7–5)                      | دانييل هارمسن                              | يوليا بابيلون يوليا بيجيلزيمير         | ستيفاني فونجساوثي إيلينا بلاتون نادية لالامي مارتينا كوبيشيكوفا           |
| 29 مارس | أنطاليا، تركيا ملعب ترابي $10،000 جدول الفردي – جدول الزوجي                                                          | ميهايلا بوزارنيسكو داليا زافيروفا 7–6(7–1)، 7–5        | فيرونيكا شفوجكوفا مارتينا كوبيشيكوفا       | يوليا بابيلون يوليا بيجيلزيمير         | ستيفاني فونجساوثي إيلينا بلاتون نادية لالامي مارتينا كوبيشيكوفا           |
| 29 مارس | تورنيو إنترناسيونال دي تينيس فمينينو "كونشيتا مارتينيز" منتشون، إسبانيا ملعب صلب $75،000 Singles draw – Doubles draw | أناستاسيا ياكيموفا 6–4، 4–6، 6–3                       | سوزانا كاتشوفا                             | كلارا زاكوبالوفا ماريا إلينا كاميرين   | ألكسندرا دولغيرو ستيفاني دوبوا ساندرا زاهلافوفا آن كيوثافونج              |
| 29 مارس | تورنيو إنترناسيونال دي تينيس فمينينو "كونشيتا مارتينيز" منتشون، إسبانيا ملعب صلب $75،000 Singles draw – Doubles draw | ألكسندرا دولغيرو تامارين تاناسوجارن 6–2، 6–0           | يايوك باسوكي ريزا زالاميدا                 | كلارا زاكوبالوفا ماريا إلينا كاميرين   | ألكسندرا دولغيرو ستيفاني دوبوا ساندرا زاهلافوفا آن كيوثافونج              |
| 29 مارس | القاهرة، مصر ملعب ترابي $10،000 Singles draw – Doubles draw                                                          | شانيل سيموندز 2–6، 6–3، 7–5                            | تينا شيتشتل                                | لوسي كريغسمانوفا إيفيتا جيرلوفا        | سفينيا ويدمان صوفيا كفاتسابايا مارسيلا كوك مارجيت رتل                     |
| 29 مارس | القاهرة، مصر ملعب ترابي $10،000 Singles draw – Doubles draw                                                          | إيفيتا جيرلوفا لوسي كريغسمانوفا 6–4، 6–3               | غالينا فوكينا إلينا غاسانوفا               | لوسي كريغسمانوفا إيفيتا جيرلوفا        | سفينيا ويدمان صوفيا كفاتسابايا مارسيلا كوك مارجيت رتل                     |
| 29 مارس | نانجينغ، الصين ملعب صلب $10،000 قرعة الفردي – قرعة الزوجي                                                            | دوان ينغينغ 6–4، 7–6(8–6)                              | ليو زانتيج                                 | ليو شاوزو تشانغ كيلين                  | قو لو إيلودي روجيه-ديتريش دينغ ياكي تشاو ييجنج                            |
| 29 مارس | نانجينغ، الصين ملعب صلب $10،000 قرعة الفردي – قرعة الزوجي                                                            | ليو زانتيج تشاو ييجنج 6–0، 6–4                         | لو جياشيانغ شي لي                          | ليو شاوزو تشانغ كيلين                  | قو لو إيلودي روجيه-ديتريش دينغ ياكي تشاو ييجنج                            |

## الروابط الخارجية
- "10،600 لاعبة، 1135 حدثًا: جولة الاتحاد الدولي لكرة المضرب العالمية للسيدات لعام 2023 بالأرقام". الاتحاد الدولي لكرة المضرب. اطلع عليه بتاريخ 2024-01-02.
- "أجندة جولة الاتحاد الدولي لكرة المضرب العالمية للسيدات". الاتحاد الدولي لكرة المضرب. اطلع عليه بتاريخ 2024-01-02.
- الاتحاد الدولي لكرة المضرب